# HD 68776
HD 68776，又名BD+13 1868，SAO 97671、HR 3231，是一颗恒星，视星等为6.38，位于銀經210.19，銀緯24.19，其B1900.0坐标为赤經8h 8m 47.4s，赤緯+13° 24.19′ 4″。